# سيرج لاما
سيرج لاما Serge Lama هو مغني وملحن وكاتب أغاني فرنسي. اسمه الحقيقي سيرج شوفيي ولد في 11 فبراير 1943 في بوردو الفرنسية. يعتبر واحدًا من ألمع الأسماء الغنائية في الساحة الفرنسية والعالمية. تعامل مع الكثير من العمالقة من أمثال داليدا ولارا فابيان أشتهر. بأدائه الأغاني الهادئة والحزينة. يعتبره النقاد من القلائل الذين حافظوا على أصالة الأغنية الفرنسية الملتزمة. لديه تسع ألبومات وكتاب شعري واحد. آخر ألبوم صدر في 2005 في باريس.

## روابط خارجية
- سيرج لاما على موقع IMDb (الإنجليزية)
- سيرج لاما على موقع ألو سيني (الفرنسية)
- سيرج لاما على موقع ميوزك برينز (الإنجليزية)
- سيرج لاما على موقع أول ميوزيك (الإنجليزية)
- سيرج لاما على موقع ديسكوغز (الإنجليزية)
- سيرج لاما على موقع قاعدة بيانات الفيلم (الإنجليزية)
- سيرج لاما على موقع كينوبويسك (الروسية)